# 須賀谷原の戦い
須賀谷原の戦い（すがやはらのたたかい）は、長享2年（1488年）6月18日、武蔵国須賀谷原（埼玉県嵐山町）において、扇谷上杉氏と山内上杉氏の間で行われた戦い。長享の乱の中の一合戦として位置づけられ、実蒔原の戦い・高見原の戦いと共に関東三戦と称された。

## 発端
長享元年（1477年）に扇谷・山内上杉氏との間で始まった長享の乱は、当初勢力に勝る山内上杉氏が優勢にあった。
しかし翌長享2年（1488年）2月、山内上杉氏当主・顕定は、相模国における扇谷上杉氏の本拠地・糟屋館の攻略を図った実蒔原の戦いで敗北。扇谷上杉氏の根拠地である相模国への軍事進攻に失敗した。
それでもなお勢力で勝る山内上杉氏は、攻略対象を武蔵国における扇谷上杉氏の本拠地・河越城（埼玉県川越市）に変更し、実蒔原の戦いで動員した兵力の倍に当たる2000騎を当主・顕定自ら率いて鉢形城（埼玉県寄居町）を出陣。6月8日には松山城を攻撃し、また須賀谷原においても小規模な合戦が行われた。
これを受けた扇谷上杉氏当主・定正は、長尾景春（伊玄）率いる古河公方からの援軍や養子・朝良とともに、河越城を出て鎌倉往還の要衝・須賀谷原で迎撃した。

## 経過
戦闘がはじまると、戦に不慣れな朝良率いる扇谷勢200騎は、後ろが低く前が高い台地に向かって突撃してしまう。これをみた山内方の長尾修理亮や長尾新五郎らは朝良勢を追い落とし、扇谷方は苦境に陥った。
しかし、山内方が深入りしすぎて隊列を乱している様子を見た定正は、高台から味方に指図をして反撃を開始。また、長尾景春率いる250騎が山内方の藤田三郎勢を撃破したことで、合戦は扇谷方の勝利に終わった。死者は両軍合わせて700余、馬匹も数百余が失われたという激戦であった。

## その後
合戦に勝利し、河越城の防衛に成功した定正は、同年11月の高見原の戦いで鉢形城へ反攻をしかけるまでに形勢を有利にしていく。また、この戦いで定正の旗本衆と長尾景春の軍勢が後退をしなかったことにより「勝利の誉れは関八州に露わになった」（『上杉定正消息』）という。
一方で、合戦に敗北した後も須賀谷は山内方の支配下にあり、9月末まで顕定ら諸将が在陣していた。河越城の向かい城として陣城の構築（菅谷館の再興？）をしていたと思われる。
合戦から満２か月が経過した8月中旬、太田道灌と交流の深かった詩僧・万里集九は関東を離れるに際して、河越の定正、越生の太田道真、そして山内方の武将として須賀谷原・平沢寺に在陣していた太田資康を相次いで訪れた。集九は36日間にわたって資康の陣に逗留し、同陣を訪れた三浦義同や顕定らとも交流した。彼の残した記録や詩歌（『梅花無尽蔵』）は、須賀谷原の戦いをはじめ当時の関東情勢を知る貴重な資料となっている。
また、長享の乱は永正2年（1505年）に当時の扇谷上杉氏当主・朝良の降伏によって終結するが、戦後に彼が幽閉されたのは、奇しくも自身の初陣の地・須賀谷の菅谷館であった。